# Mervó Bence
Mervó Bence (Mosonmagyaróvár, 1995. március 5. –) magyar labdarúgó. Posztja szerint csatár.

## Pályafutása
Mervó Bence a Győri ETO FC utánpótlás csapataiból egyre feljebb lépdelve mutatkozhatott be a felnőtt csapatban, és a magyar első osztályban.
A 2015-ös új-zélandi U20-as világbajnokságon mutatott teljesítménye alapján lett ismert. A korosztályos tornán szerzett 5 góljával Ezüstcipőt szerzett. A torna után az MTK Budapest szerződtette. Sokáig nem maradt a fővárosi klubnál, ugyanis a svájci élvonalbeli FC Sion igazolta le.
Nem sokáig maradt a Vanczák Vilmost is soraiban tudó együttesnél, ugyanis az idény tavaszi felét kölcsönben a lengyel Śląsk Wrocław csapatánál töltötte. A szezon hátralevő részében 10 bajnokin 4 gólt szerzett, a lengyelek pedig elégedettek voltak a teljesítményével, így a 2016-17-es bajnoki szezonra is meghosszabbították a kölcsönszerződését.
Az Ekstraklasa 2016–2017-es idényének 3. fordulójában idegenben győzték le 2–0-ra a Gyurcsó Ádámmal felálló Pogoń Szczecint. Mervó kezdőként 63 percet játszott. Augusztus 10-én a kupában a legjobb 16 közé jutásért rendezett mérkőzésen góllal járult hozzá a másodosztályú Sandecja Nowy Sacz kiejtéséhez. Az ezt követő fordulókban volt, hogy kevesebb játéklehetőséghez jutott, októberben pedig kisebb sérülést is szenvedett. Novemberben felvetődött, hogy az orosz Lokomotyiv Moszkva szerződtetné, és hallani lehetett arról, hogy a játékos rövid időre hazatér, végül a Sion 2017 februárjában visszarendelte a lengyelországi kölcsönszerződésből.
Február 20-án bejelentették, hogy a svájci csapat felbontotta Mervó szerződését, aki így szabadon igazolhatóvá vált.
Február 28-án két és féléves szerződést kötött a szlovák Fortuna Ligában szereplő DAC 1904 Dunajská Streda csapatával, ahol a 7-es számú mezt kapta.
Sérülései miatt mindössze tíz bajnokin tudott pályára lépni a dunaszerdahelyi klubban, majd 2018 júliusában visszaigazolt nevelőklubjához, a Győri ETO-hoz. A 2018-2019-es szezon őszi idényében 17 bajnokin két gólt szerzett a másodosztályban. 2019 februárjában közös megegyezéssel felbontották a szerződését. Február 21-én a Budafoki MTE csapatához írt alá.
A 2020-2021-es szezonban három bajnoki mérkőzésen és egy kupatalálkozón lépett pályára az élvonalban újonc Budafoknál, amely 2021 januárjában az idény hátralevő részére a másodosztályú Szentlőrinc SE-nek adta kölcsön.

## Sikerei, díjai

### Játékosként
- U20-as labdarúgó-világbajnokság
  - Ezüstcipő (2015)[17]

## Statisztika

### Klubcsapatokban
| Klub             | Szezon | Bajnokság | Bajnokság | Kupa  | Kupa | Ligakupa | Ligakupa | Nemzetközi | Nemzetközi | Összesen | Összesen |
| Klub             | Szezon | Mérk.     | Gól       | Mérk. | Gól  | Mérk.    | Gól      | Mérk.      | Gól        | Mérk.    | Gól      |
| ---------------- | ------ | --------- | --------- | ----- | ---- | -------- | -------- | ---------- | ---------- | -------- | -------- |
| Győr             |        |           |           |       |      |          |          |            |            |          |          |
| 2013–14          | 1      | 0         | 0         | 0     | 0    | 0        | 0        | 0          | 1          | 0        |          |
| 2014–15          | 5      | 0         | 0         | 0     | 2    | 0        | 0        | 0          | 8          | 0        |          |
| Összesen         | 6      | 0         | 0         | 0     | 2    | 0        | 0        | 0          | 8          | 0        |          |
| Karrier összesen |        | 6         | 0         | 0     | 0    | 2        | 0        | 0          | 0          | 8        | 0        |

### Válogatott góljai
| 1                         | 2015. június 1.  | Stadium Taranaki, New Plymouth, Új-Zéland | Észak-Korea | 0–1 | 1–5 | 2015-ös U20-as labdarúgó-világbajnokság |
| 2                         | 2015. június 1.  | Stadium Taranaki, New Plymouth, Új-Zéland | Észak-Korea | 1–3 | 1–5 | 2015-ös U20-as labdarúgó-világbajnokság |
| 3                         | 2015. június 1.  | Stadium Taranaki, New Plymouth, Új-Zéland | Észak-Korea | 1–5 | 1–5 | 2015-ös U20-as labdarúgó-világbajnokság |
| 4                         | 2015. június 4.  | Stadium Taranaki, New Plymouth, Új-Zéland | Brazília    | 1–0 | 1–2 | 2015-ös U20-as labdarúgó-világbajnokság |
| 5                         | 2015. június 10. | Dunedin, Új-Zéland                        | Szerbia     | 0–1 | 2–1 | 2015-ös U20-as labdarúgó-világbajnokság |
| 2015. június 10. szerint. |                  |                                           |             |     |     |                                         |